# Ateuk Anggok
Ateuk Anggok is een bestuurslaag in het regentschap Aceh Besar van de provincie Atjeh, Indonesië. Ateuk Anggok telt 322 inwoners (volkstelling 2010).